# Teodor Woronicz
Teodor (Fedor) Woronicz herbu Pawęża - (zm. 19 września 1646 w Rzyszczowie) – podczaszy kijowski w latach 1630–1646, chorąży kijowski, rotmistrz królewski.
W szeregach armii koronnej pod Chocimiem w 1621 roku. Rotmistrz sowity szlachty kijowskiej w 1619 i 1620 roku. Wielokrotny poborca podatkowy wojewódzki. Poseł na sejm 1627 i 1641 roku. Jako rotmistrz wojsk kwarcianych w 1629 roku odbył pod dowództwem Stefana Chmieleckiego zwycięską kampanię w obronie Kijowszczyzny przed Tatarami. Marszałek kijowskiego sejmiku elekcyjnego 1630 roku. W czasie wojny o Smoleńsk (1633-1634) dowodził pułkiem z własną rotą i prowadził działania na Zadnieprzu.
Był elektorem Władysława IV Wazy z województwa kijowskiego w 1632 roku. Żoną Teodora była Anna Pilawska herbu Ostoja. W 1632 nadane zostały mu dobra Wyszgród z wsiami Piotrowice, Mszeniec i innymi w województwie kijowskim. Otrzymał zezwolenie na założenie miasteczka Fedorowa w pow. owruckim w woj. kijowskim na prawie magdeburskim z prawem odbywania 2 targów tygodniowo i 3 jarmarków rocznie. 
Pochowany został w monasterze Tryhulskim, którego był fundatorem wraz z bratem Mikołajem.